# Nodaria dubiefae
Nodaria dubiefae is een vlinder uit de familie spinneruilen (Erebidae). De wetenschappelijke naam is voor het eerst geldig gepubliceerd in 1982 door Viette.
De soort komt voor in tropisch Afrika.